# 赵铮
赵铮（1925年3月—），原名赵淑君，女，原籍河南项城，生于河南开封，中国河南坠子表演艺术家、曲艺作家、曲艺教育家，河南省歌舞剧院一级演员。